# ویکتور رندینا
ویکتور رندینا (انگلیسی: Victor Rendina؛ ۲۸ دسامبر ۱۹۱۶ – ۸ ژوئیهٔ ۱۹۸۵) یک هنرپیشه اهل ایالات متحده آمریکا بود.
وی بازیگر فیلم‌هایی همچون پدرخوانده بوده است.